# Discodes fulvescens
Discodes fulvescens är en stekelart som beskrevs av Trjapitzin 1967. Discodes fulvescens ingår i släktet Discodes och familjen sköldlussteklar. Inga underarter finns listade i Catalogue of Life.